# نشان خدمات برجسته اسرائیل
نشان خدمات برجسته اسرائیل (انگلیسی: Medal of Distinguished Service) یا مدال خدمات برجسته اسرائیل یک نشان نظامی اسرائیلی است. مدال خدمات برجسته سومین نشان مهم است که توسط رئیس ستاد کل نیروهای مسلح اسرائیل پس از عملی که با شجاعت انجام شده و شایسته خدمت نمونه است، اعطا می‌شود.
این نشان در سال ۱۹۷۰ توسط قانون کنست تأسیس شد و همچنین می‌تواند برای اقداماتی که قبل از سال ۱۹۷۰ انجام شده است، اعطا شود. این نشان تنها مدال از سه مدالی است که توسط دولت اسرائیل برای رفتار نمونه اعطا می‌شود و می‌تواند برای اقدامات خارج از میدان جنگ نیز اعطا شود. این مدال شامل یک روبان آبی است که یک دایره فلزی با شمشیری در مرکز آن در کنار گندم دارد، دو نمادی که توسط سازمان‌های مبارز جوامع یهودی قبل از تأسیس کشور در سال ۱۹۴۸ استفاده می‌شدند. این علائم، نشان دهنده کار پیشگامان و دفاع آنها از میهن هستند.
تا به امروز، ۶۰۱ نشان خدمات برجسته اسرائیل اعطا شده است که آخرین آن در سال ۲۰۱۵ بوده است. پنج دریافت کننده دو بار این مدال را دریافت کرده‌اند. یک واحد، گردان شناسایی تیپ گیواتی، در سال ۲۰۰۵ این مدال را دریافت کرد.